# IX Толедський собор
Дев'ятий Толедський собор (лат. Concilium Toletanum IX) був провінційним синодом єпископів Вестготського королівства. Він розпочався 2 листопада 655 року під заступництвом короля Реккесвінта і завершився 24 листопада у храмі Санта-Марія.

## Історія
На ньому були присутні лише 16 (або сімнадцять) єпископів, шість абатів, два чиновники і чотири графи-палатини. Архієреї проголосили сімнадцять канонів про чесність кліру, майно Церкви та целібат. Собор закрився, призначивши ще один синод на 1 листопада 656, але Десятий Толедський собор у призначену дату так і не зібрався.
Собор уповноважив єпископів передавати до третини доходу будь-якої парафії своєї єпархії будь-якій іншій парафії на свій вибір. Собор вирішив, що якщо клірик (від іподиякона до єпископа, мав дитину від жінки, вільної чи рабині, ця дитина автоматично ставала рабом Церкви, в якій служив її батько. Жодному звільненому священнослужителю або монахині не дозволялося одружуватися з вільною людиною (іспано-римлянином або вестготом), і якщо хтось це робив, діти від такого союзу були б поневолені Церквою.
Собор надав мирянину привілей церковного патронату для кожного побудованого ним храму, але засновник не мав права власності.
Нарешті, Собор ухвалив, що всі конверсо, не тільки навернені євреї, а й інші, які прибули у період Великого переселення народів, повинні проводити християнські свята у присутності свого єпископа, щоб довести істинність своєї віри. Недотримання цього останнього правила тягло за собою шмагання або примусове голодування, залежно від віку порушника.